# Liên minh vương thất
Liên minh vương thất (tiếng Anh: Union of the Crowns, tiếng Gael Scotland: Aonadh nan Crùintean; tiếng Scots: Union o the Crouns) là sự bổ nhiệm của James VI, Quốc vương Scotland, đến ngai vàng của Anh và Ireland, và thống nhất một số mục đích (như ngoại giao ở nước ngoài) của ba vương quốc dưới quyền một người cai trị đơn độc vào ngày 24 tháng 3 năm 1603. Liên minh vương thất được theo dõi bởi cái chết của Elizabeth I của Anh - người cai trị cuối cùng của triều đại Tudor, đó là anh em họ đầu tiên của James đã không kết hôn và không có con.
Liên minh là một liên minh hoặc triều đại cá nhân, với vương thất Scotland vẫn tách biệt và khác biệt - mặc dù James đang cố gắng tạo ra một ngai vàng "đế quốc" mới từ "Vương quốc Anh". Tuy nhiên, Anh và Scotland vẫn là các quốc gia có chủ quyền, có chung một người cai trị với Ireland (với một bản tường thuật vào những năm 1650 trong Thịnh vương chung cộng hòa và bảo hộ), cho đến khi Hiệp định Liên minh năm 1707 được ban hành dưới triều đại của nhà cai trị thuộc Vương tộc Stuart cuối cùng, Nữ vương Anne I.